# Модель 4C
Теория (концепция) 4C — маркетинговая теория, предложенная Робертом Ф. Лотерборном в 1990 г. Теория основана на четырёх основных «координатах» маркетингового планирования, при этом по сравнению с теорией 4P, осуществлен перенос якоря маркетинговой деятельности с продукта на потребителя. 
Элементами модели являются:
1. Cost (цена, стоимость, расходы для потребителя);
2. Customer needs and wants (customer value) (нужды и желания потребителей, потребительская ценность);
3. Convenience (удобство для потребителя);
4. Communication (коммуникация).

## История теории «4C»
В 1990 году профессор рекламы Роберт Лаутеборн в университете Северной Каролины предложил новый взгляд на классические 4P маркетинга. В своем эмоциональном выступлении в школе журналистики университета Северной Каролины он провозгласил:
«Пора отправить на пенсию знаменитые «четыре Пи» Маккарти, лежащие в основе маркетингового образования в течение двадцати лет.
«Проблема с нашими новоиспечёнными МВА», как недавно сказал один из директоров по маркетингу, «в том, что они хорошо подготовлены для мира, который больше не существует.»
Когда Джерри Маккарти и Филипп Котлер предложили свой известный список — продукт, цена, место и продвижение — маркетинговый мир был совсем другим. Освободившиеся после Второй мировой войны производственные мощности готовы были удовлетворить жажду лучшей жизни, американский бизнес связал науку управления с искусством массового маркетинга и продажи взлетели ракетой.
В конце 1950-х всё казалось таким простым. Рекламодатель продвигал продукт, установленная цена приносила прибыль, всё, что было нужно — положить его на полку розничного магазина для послушного потребителя.
СМИ одновременно формировали культуру потребления и обеспечивали рекламодателям эффективный доступ к аудитории, поведение которой прекрасно прогнозировалось, учитывая надлежащее стимулирование.
Но это было тогда. Теперь всё изменилось. В отчаянии, некоторые маркетологи по-прежнему пытаются работать по этой формуле. Число новых продуктов достигает 12 000 за год. Прибыль упала до восьми процентов. Розничные торговцы принимают самостоятельные решения. Потребители недоступны для рекламы и не слушают её. Скажите, ради бога, что происходит? 
Пришло время для новой формулы: 4С Лотерборна.

## Сущность концепции "4C"
Предложенная в конце 80-х гг. прошлого века профессором Колумбийского университета Р.Ф. Лотерборном концепция «4С» за счет своей клиентской направленности получила большую популярность. Переориентировав комплекс маркетинга с «4Р» на «4С», Лотерборн получил следующую модель: 
Забудьте слово продукт. Исследуйте желания и потребности покупателя. Вы не можете продать все, что вы можете сделать. Теперь вы можете продавать только то, что кто-то хочет купить. Покупательский ажиотаж закончился. Потребитель стал опытным. Теперь чтобы его заманить необходимо точно понимать, что он хочет.
Забудьте слово цена. Поймите какую ценность для потребителя имеет возможность удовлетворить его потребность. Цена практически не имеет значения; доллары — это только часть стоимости. Что вы продаете на самом деле, если вы продаете гамбургеры это не просто еще один гамбургер на нескольких центов больше или меньше. Это стоимость времени, чтобы добраться до места продажи, стоимость морального выбора между возможностью есть мясо, и возможностью пожертвовать
деньги на лечение детей. Самый большой бургер по низкой цене больше не является ценностью; для того, чтобы предложить большую ценность вам придется решать комплексное уравнение, поскольку есть разные сегменты клиентов, и оно может иметь много правильных решений.
Забудьте слово место. Подумайте об удобстве покупки для потребителя. Люди не должны больше искать место продажи, пришла эпоха каталогов, кредитных карт и телефонов в каждой комнате. С другой стороны, когда они решили пойти в магазин, это больше не значит, что они пойдут только в привычный торговый центр. Что делать бедному маркетологу? Думать как сделать удобными для покупок те каналы распределения, которые вы создавали на протяжении многих лет. Знать, где и как покупатели каждого из сегментов предпочитают делать покупки, и обеспечить им удобные варианты для покупок.
Забудьте слово продвижение. Теперь это коммуникация. Любая хорошая реклама создает диалог.
Продвижение для нас теперь не существует — это манипуляция, которая осталась в 60-х. Теперь, в 90-е это диалог с покупателем.
В этом и заключается фундаментальное различие между четырьмя P, о которых говорилось так долго, и четырьмя C которые, как мы видим, могут стать формулой успеха для второго тысячелетия. Продукт, цена, место и продвижение остались в прошлом. Производитель вынужден проводить исследования потребительских предпочтений, чтобы успешно бороться за своих клиентов, не позволяя им переходить к конкурентам. 
Потребительские желания и потребности, ценность для потребителя, удобство покупки и коммуникации — это руководство для нашего времени.  